# باردایور
باردایور (به اسپانیایی: Bardallur) یک دهستان در اسپانیا است که در استان ساراگوسا واقع شده‌است. باردایور ۲۷ کیلومتر مربع مساحت و ۲۷۴ نفر جمعیت دارد.